# Верхние Татмыши
Ве́рхние Та́тмыши (чув. Тури Татмӑш) — деревня в Аликовском муниципальном округе Чувашской Республики. Входила в состав Ефремкасинского сельского поселения до его упразднения в 2022 году.

## География
Расположена в 6 км к востоку от села Аликово. На востоке примыкает к деревне Нижние Татмыши.

## Климат
Климат Аликовского района умеренно континентальный с продолжительной холодной зимой и тёплым летом. Средняя температура января −12,9 °C, июля 18,3 °C, абсолютный минимум достигал −44 °C, абсолютный максимум 37 °C. За год в среднем выпадает до 552 мм осадков.

## Демография
| 2010 | 2012 |
| ---- | ---- |
| 100  | ↗112 |

Число дворов и жителей:
- 1859 — 22 двора, 72 мужчины, 88 женщин.
- 1897 — 49 дворов, 120 мужчин, 106 женщин.
- 1926 — 57 дворов, 126 мужчин, 133 женщины.
- 1939 — 95 мужчин, 148 женщин.
- 1979 — 77 мужчин, 90 женщин.
- 2002 — 125 человек, из них 64 мужчины, 61 женщина. 49 дворов. Большинство — чуваши.

## История
По состоянию на 1917 год входило в состав Асакасинской волости Ядринского уезда Казанской губернии. В XIX веке околоток д. Вторая Тинсарина (ныне не существующей). Жители — чуваши, до 1866 года государственные крестьяне. Занятия земледелие, животноводство, портняжий промысел. В начале XX века действовали 3 ветряные, 2 водяные мельницы. В 1921 открыта начальная школа. В 1930 образован колхоз «Сыхлать». В 1927—1966 годах в составе Аликовского района, в 1962—1965 — Вурнарского района.

## Современные Верхние Татмыши
Деревня газифицирована. Местные жители в основном ведут натуральное хозяйство. Несколько колхозов, располагавшихся в районе, были объединены в СХПК «Волга».
Через деревню проходит местная автодорога «Аликово — Вотланы».

## Средства массовой информации
- Радиостанции:В районе прекратили использовать проводное радио. Поэтому население использует радиоприёмные устройства для приёма местных и республиканских каналов на чувашском и русских языках.
- Телевидение:Население использует эфирное и спутниковое телевидение. Эфирное телевидение позволяет принимать национальный канал на чувашском и русском языках.